# Calamagrostis breweri
Calamagrostis breweri es una especie de tussok de la familia Poaceae. Es nativa de Norteamérica.

## Descripción
Es una planta perenne, hierba sin rizomas que forma mechones y racimos de hasta unos 50 centímetros de altura máxima, pero en general es más corta. Las hojas son pequeñas y dispersas y se encuentran principalmente en la base de los tallos. La inflorescencia es pequeña y dispersa, con espiguillas de alrededor de medio centímetro de largo.

## Distribución y hábitat
Es originaria de las montañas del norte de California y Oregón, donde crece en bosques y prados en climas subalpinos y alpinos. 

## Taxonomía
Calamagrostis breweri fue descrita por George Thurber y publicado en Geological Survey of California, Botany 2: 280-281. 1880.
Etimología
Ver: Calamagrostis
breweri: epíteto otorgado en honor de William Henry Brewer (1828-1910), un botánico estadounidense.t
Sinonimia
- Calamagrostis lemmonii Kearney
- Deyeuxia breweri (Thurb. ex Bol.) Vasey	[3][4]